# Colombia-Selle Italia/2003
Deze pagina geeft een overzicht van de Colombia-Selle Italia-wielerploeg in 2003.

## Algemeen
Sponsors: Colombia (overheid), Selle Italia (fietsmerk)
Algemeen manager: Antonio Castaño
Ploegleiders: Gianni Savio, Marco Bellini
Fietsen: Daccordi

## Renners
| Naam                 | Geboortedatum | Nationaliteit       | Ploeg 2002           |
| -------------------- | ------------- | ------------------- | -------------------- |
| Marco Bigolin        | 12-08-1974    | Italië              |                      |
| José Castelblanco    | 15-12-1969    | Colombia            |                      |
| Fidel Chacon         | 10-02-1980    | Colombia            |                      |
| Mychajlo Chalilov    | 03-07-1975    | Oekraïne            |                      |
| Luca De Angeli       | 09-01-1976    | Italië              | Mercatone Uno        |
| John Freddy García   | 25-05-1974    | Colombia            |                      |
| Freddy González      | 18-06-1975    | Colombia            |                      |
| Maurizio Henao       | 31-01-1979    | Colombia            |                      |
| Kristian House       | 06-10-1979    | Verenigd Koninkrijk | Stagiair             |
| Carlos Andrés Ibáñez | 30-10-1981    | Colombia            |                      |
| Raffaele Illiano     | 11-02-1977    | Italië              |                      |
| Ruber Marín          | 07-06-1968    | Colombia            |                      |
| Rodolfo Massi        | 17-09-1965    | Italië              | Amore & Vita-Beretta |
| Uberlino Mesa        | 12-06-1971    | Colombia            | Dextroton            |
| Hernán Darío Muñoz   | 05-01-1973    | Colombia            |                      |
| José Rujano          | 18-02-1982    | Venezuela           | Neo                  |
| Leonardo Scarselli   | 29-04-1975    | Italië              |                      |
| Denis Sosnovsjenko   | 05-04-1980    | Rusland             | Stagiair             |
| Russell Van Hout     | 15-06-1976    | Australië           |                      |

## Belangrijke overwinningen
| Ronde van Táchira 6e etappe: Ruber Marín 13e etappe: Hernán Darío Muñoz Eindklassement: Hernán Darío Muñoz Ronde van Langkawi 9e etappe: Hernán Darío Muñoz Ronde van Valle del Cauca 3e etappe: John Freddy García Giro del Lago Maggiore Raffaele Illiano Ronde van Italië Bergklassement: Freddy González Ronde van Colombia 9e etappe: Carlos Andrés Ibáñez 13e etappe: Uberlino Mesa | Clásico RCN 4e etappe: José Castelblanco 7e etappe: José Castelblanco Eindklassement: José Castelblanco Ronde van Senegal Proloog: Raffaele Illiano 1e etappe: Mychajlo Chalilov 2e etappe: Raffaele Illiano 4e etappe: Mychajlo Chalilov 5e etappe: Luca De Angeli 9e etappe: Luca De Angeli Eindklassement: Leonardo Scarselli Herald Sun Tour 7e etappe: Kristian House |

1996 · 1997 · 1998 · 1999 · 2000 · 2001 · 2002 · 2003 · 2004 · 2005 · 2006 · 2007 · 2008 · 2009 · 2010 · 2011 · 2012 · 2013 · 2014 · 2015 · 2016 · 2017 · 2018 · 2019 · 2020 · 2021 · 2022